# Dioscúrides (gravador)

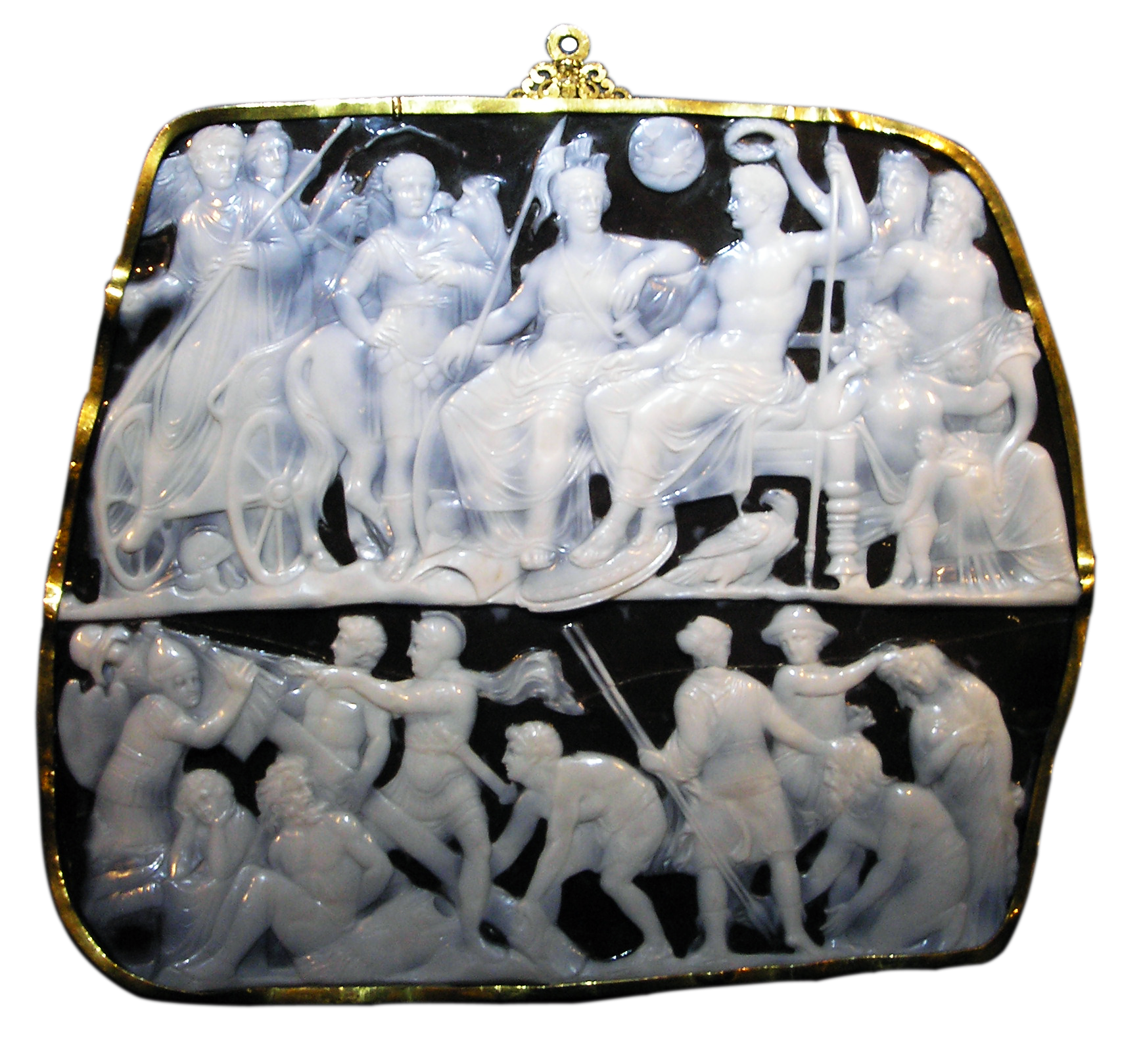
La Gemma Augustea, camafeu de principis del atribuït a Dioscúrides o a algun dels seus deixebles.

Dioscúrides (en llatí Dioscurides, en grec Διοσκουρίδης) va ser un gravador de joies del temps d'August. Va gravar una gemma de l'emperador amb la seva imatge, que aquest (i els seus successors després) va fer servir de segell o signatura. A la gemma s'hi inclou el nom de Dioscúrides (ΔΙΟΣΚΟΥΡΙΔΟΥ), encara que de vegades se l'ha anomenat Dioscòrides. Existeixen diverses joies atribuïdes a Dioscúrides, però només sis es consideren genuïnes. El menciona Plini el vell a la Naturalis Historia.